# Imperium Durrani

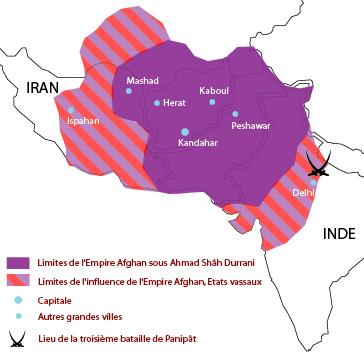
Terytorium Imperium Durrani

Imperium Durrani – afgańskie państwo historyczne, którego terytorium obejmowało duży obszar współczesnego Afganistanu oraz Pakistanu, część wschodniego Iranu i zachodnich Indii. W latach 1747–1823 oraz 1839-1842 było monarchią rządzoną przez Ahmeda Szaha Durrani i jego potomków, którzy pochodzili z linii Sadozai grupy Abdali lub Durrani.

## Lista władców
- Padyszach Ahmed Szah Abdali (lipiec 1747 – 16 października 1772)
- Emir Timur Szah Durrani (październik 1772 – 1793)
- Emir Zaman Szah Durrani (1793 – 1801)
- Emir Mahmud Szah Durrani (1801 – 1803)
- Emir Szuja Szah Durrani (1803 – 1809)
- Emir Mahmud Szah Durrani (1809 – 1818)
- Emir Ali Szah Durrani (1818 – 1819)
- Emir Ajub Szah Durrani (1819 – 1823)

powrót Durrani po rządach dynastii Barakzai
- Emir Szuja Szah Durrani (1839 – kwiecień 1842)